# Saint-Appolinard (Isère)
Pour les articles homonymes, voir Saint-Appolinard.
Saint-Appolinard est une commune française située dans le département de l'Isère, en région Auvergne-Rhône-Alpes.
Historiquement rattachée à la province du Dauphiné, la commune est adhérente à la communauté de communes de  Saint-Marcellin Vercors Isère Communauté. Ses habitants sont appelés les Appolinairois.

## Géographie

### Situation et description
Modeste village à l'aspect rural, la commune de Saint-Appolinard est située dans la partie occidentale du département de l'Isère, à l'ouest de la ville de Saint-Marcellin, siège de la communauté de communes.
Située sur la bordure méridionale du plateau de Chambaran, son environnement naturel est essentiellement composée de collines et de coteaux qui dominent la vallée de l'Isère.

### Géologie
Le plateau de Chambaran ou se situe la plus grande partie du territoire de Saint-Appolinard représente un modeste ensemble de reliefs à l'aspect plutôt ondulé et constitué d'une base composée de molasse du miocène, recouverte en grande partie par un placage d'un terrain original.

### Climat
Pour des articles plus généraux, voir Climat d'Auvergne-Rhône-Alpes et Climat de l'Isère.
En 2010, le climat de la commune est de type climat des marges montargnardes, selon une étude du Centre national de la recherche scientifique s'appuyant sur une série de données couvrant la période 1971-2000. En 2020, Météo-France publie une typologie des climats de la France métropolitaine dans laquelle la commune est exposée à un climat de montagne ou de marges de montagne et est dans la région climatique  Alpes du nord, caractérisée par une pluviométrie annuelle de 1 200 à 1 500 mm, irrégulièrement répartie en été. 
Pour la période 1971-2000, la température annuelle moyenne est de 11 °C, avec une amplitude thermique annuelle de 17,3 °C. Le cumul annuel moyen de précipitations est de 997 mm, avec 9,2 jours de précipitations en janvier et 6,2 jours en juillet. Pour la période 1991-2020, la température moyenne annuelle observée sur la station météorologique de Météo-France la plus proche, « Chatte_sapc », sur la commune de Chatte à 5 km à vol d'oiseau, est de 12,0 °C et le cumul annuel moyen de précipitations est de 967,8 mm,. Pour l'avenir, les paramètres climatiques de la commune estimés pour 2050 selon différents scénarios d'émission de gaz à effet de serre sont consultables sur un site dédié publié par Météo-France en novembre 2022.

### Hydrographie
Le Vaillet associé au ruisseau de Messin forme le Merdaret en limite du territoire communal, rivière qui se jette dans l'Isère au niveau de la comme de  Chatte.

### Voies de communication
La gare ferroviaire la plus proche de la commune de Saint-Appolinard est la gare de Saint-Marcellin, commune limitrophe de Chevrières, laquelle est desservie par les trains TER Auvergne-Rhône-Alpes, en provenance de Valence-Ville et à destination de Genève-Cornavin, de Grenoble et de Chambéry-Challes-les-Eaux.

## Urbanisme

### Typologie
Au 1er janvier 2024, Saint-Appolinard est catégorisée commune rurale à habitat très dispersé, selon la nouvelle grille communale de densité à sept niveaux définie par l'Insee en 2022.
Elle est située hors unité urbaine. Par ailleurs la commune fait partie de l'aire d'attraction de Saint-Marcellin, dont elle est une commune de la couronne,. Cette aire, qui regroupe 17 communes, est catégorisée dans les aires de moins de 50 000 habitants,.

### Occupation des sols
L'occupation des sols de la commune, telle qu'elle ressort de la base de données européenne d’occupation biophysique des sols Corine Land Cover (CLC), est marquée par l'importance des territoires agricoles (70,9 % en 2018), une proportion identique à celle de 1990 (70,9 %). La répartition détaillée en 2018 est la suivante : 
zones agricoles hétérogènes (54,2 %), forêts (29,1 %), prairies (9,9 %), cultures permanentes (6,8 %). L'évolution de l’occupation des sols de la commune et de ses infrastructures peut être observée sur les différentes représentations cartographiques du territoire : la carte de Cassini (XVIIIe siècle), la carte d'état-major (1820-1866) et les cartes ou photos aériennes de l'IGN pour la période actuelle (1950 à aujourd'hui).

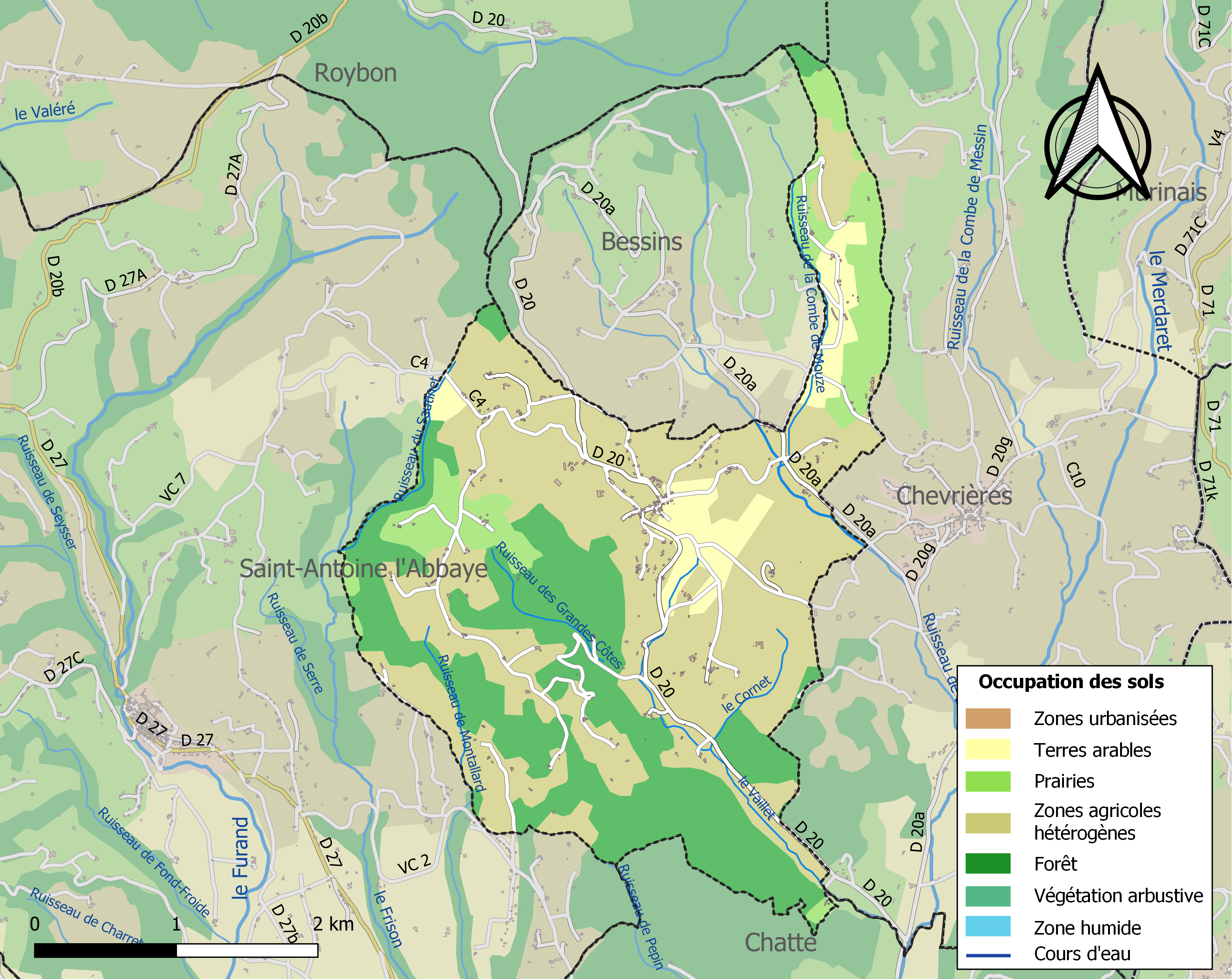
Carte des infrastructures et de l'occupation des sols de la commune en 2018 (CLC).

### Risques naturels et technologiques

#### Risques sismiques
La totalité du territoire de la commune de Saint-Appolinard est situé en zone de sismicité n°3 (sur une échelle de 1 à 5), mais en limite occidentale de la zone n°4 qui se situe dans la partie centrale du département de l'Isère dont fait partie un grand nombre de communes Sud-Grésivaudan.
| Type de zone | Niveau            | Définitions (bâtiment à risque normal) |
| ------------ | ----------------- | -------------------------------------- |
| Zone 3       | Sismicité modérée | accélération = 1,1 m/s2                |

## Histoire
Entre 1790 et 1794, Saint-Appolinard absorbe l'ancienne commune éphémère de Serves.

## Politique et administration

### Administration municipale
En 2021, le conseil municipal de Saint-Appolinard est composé de douze membres dont un maire, deux adjoints au maire et neuf conseillers municipaux.

### Liste des maires
| Période                                  | Période  | Identité         | Étiquette | Qualité |
| ---------------------------------------- | -------- | ---------------- | --------- | ------- |
| avant 1988                               | ?        | Georges Soullier |           |         |
| mars 2001                                | En cours | Daniel Ferlay    | DVG       | Ouvrier |
| Les données manquantes sont à compléter. |          |                  |           |         |

## Population et société

### Démographie
L'évolution du nombre d'habitants est connue à travers les recensements de la population effectués dans la commune depuis 1793. Pour les communes de moins de 10 000 habitants, une enquête de recensement portant sur toute la population est réalisée tous les cinq ans, les populations de référence des années intermédiaires étant quant à elles estimées par interpolation ou extrapolation. Pour la commune, le premier recensement exhaustif entrant dans le cadre du nouveau dispositif a été réalisé en 2007.

En 2022, la commune comptait 403 habitants, en évolution de −0,25 % par rapport à 2016 (Isère : +3,07 %, France hors Mayotte : +2,11 %).
| 1793 | 1800 | 1806 | 1821 | 1831 | 1836 | 1841 | 1846 | 1851 |
| ---- | ---- | ---- | ---- | ---- | ---- | ---- | ---- | ---- |
| 522  | 514  | 534  | 534  | 605  | 600  | 596  | 614  | 571  |

| 1856 | 1861 | 1866 | 1872 | 1876 | 1881 | 1886 | 1891 | 1896 |
| ---- | ---- | ---- | ---- | ---- | ---- | ---- | ---- | ---- |
| 575  | 559  | 534  | 539  | 533  | 519  | 501  | 488  | 510  |

| 1901 | 1906 | 1911 | 1921 | 1926 | 1931 | 1936 | 1946 | 1954 |
| ---- | ---- | ---- | ---- | ---- | ---- | ---- | ---- | ---- |
| 470  | 445  | 465  | 397  | 421  | 400  | 392  | 405  | 413  |

| 1962 | 1968 | 1975 | 1982 | 1990 | 1999 | 2006 | 2007 | 2012 |
| ---- | ---- | ---- | ---- | ---- | ---- | ---- | ---- | ---- |
| 353  | 305  | 282  | 296  | 289  | 319  | 380  | 389  | 397  |

| 2017 | 2022 | - | - | - | - | - | - | - |
| ---- | ---- | - | - | - | - | - | - | - |
| 409  | 403  | - | - | - | - | - | - | - |

### Enseignement
La commune relève de l'académie de Grenoble.

### Médias
Historiquement, le quotidien à grand tirage Le Dauphiné libéré consacre, chaque jour, y compris le dimanche, dans son édition de Chartreuse et Sud Grésivaudan, un ou plusieurs articles à l'actualité du canton, ainsi que des informations sur les éventuelles manifestations locales, les travaux routiers, et autres événements divers à caractère local.
La commune est située sur l'aire de diffusion de la radio Ici Isère, une radio publique également diffusée sur tout le territoire du département de l'Isère.

### Cultes
L'église paroissiale, propriété de la commune, est desservie par la Paroisse Saint-Luc du Sud Gresivaudan, elle même dépendante du diocèse de Grenoble-Vienne.

## Culture et patrimoine

### Lieux et monuments

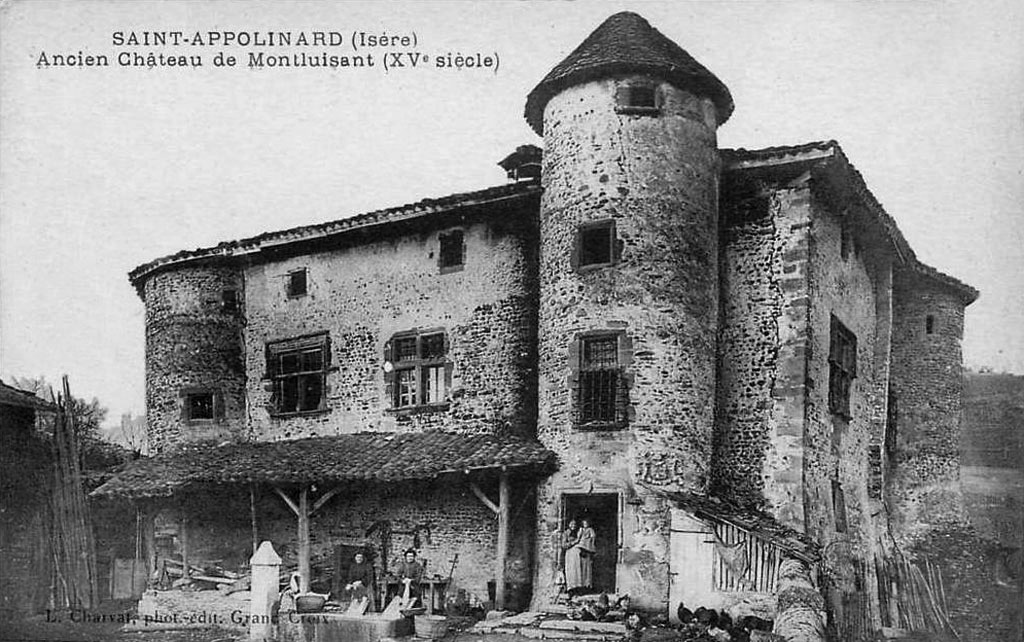
Le château de Montluisant au début du XXe siècle.

- château de Montluisant du XVe siècle.
- la statue de saint Roch au sommet du Puits Saint-Ange, du 1897.
- l'église paroissiale Saint-Apollinaire de Saint-Appolinard.
- les croix du XIXe siècle.

Douze croix ont été dénombrées sur la commune de Saint-Appolinard, alors que la moyenne dans la région est de cinq.

### Héraldique
|  | Saint-Appolinard (Isère) possède des armoiries dont l'origine et le blasonnement exact ne sont pas disponibles. |